# Кајафа
Кајафа, пуним именом Јосиф Кајафа (хебр. יוסף כייפא) био је високи јеврејски свештеник 18–36. године нове ере. Познат је по томе да је подмитио Јуду Искариотског да изда Исуса Христа, у коме је Кајафа видео претњу јеврејству.
Према Јовановом и Матејевом јеванђељу Исус Христос је након хапшења у Гетсиманскоме врту приведен пред Кајафу, који га је саслушао и осудио.
„И они што ухватише Исуса одведоше га поглавару свештеничком, Кајафи, где се књижевници и старешине сабраше."
(Мт 26:57)
Године 1990, код Јерусалима откривена је породична гробница Кајафина. На једном гробу је натпис на арамејском језику „Јосиф, син Кајафе“ (Јосеф бар Кајафа). Кости су после ексхумације закопане на Маслиновој гори.